# Ann Shulgin
Laura Ann Shulgin (nata Gotlieb) (Wellington, 22 marzo 1931 – Lafayette, 9 luglio 2022) è stata una scrittrice statunitense e moglie del chimico Alexander Shulgin, con il quale scrisse PiHKAL e TiHKAL..
Era considerata una pioniera nell'uso terapeutico delle sostanze psichedeliche.

## Biografia
Laura Ann Gotlieb nacque a Wellington, in Nuova Zelanda, da Bernard Gotlieb e Gwen Ormiston, ma crebbe nel villaggio di Opicina fuori dalla città italiana di Trieste. Suo padre fu console degli Stati Uniti a Trieste per sei anni prima della seconda guerra mondiale. Più tardi nella sua infanzia visse negli Stati Uniti, a Cuba e in Canada. Studiò arte e divenne un'artista, sposò un artista e ebbe un figlio; in seguito divorziarono. Ebbe altri due matrimoni che finirono con il divorzio e ebbe altri tre figli. Ann tornò a lavorare come trascrittrice medica e incontrò Alexander ("Sasha") Shulgin nel 1978; si sposarono il 4 luglio 1981 nel loro cortile.
Ha lavorato come terapeuta laica con sostanze psichedeliche come l'MDMA e la 2C-B in contesti terapeutici mentre queste droghe erano ancora legali. Nei suoi scritti ha sottolineato il potenziale di questi farmaci da una prospettiva psicoanalitica junghiana, nonché il loro uso in combinazione con l'ipnoterapia. È apparsa spesso come relatrice a convegni e ha continuato a sostenere l'uso di sostanze psichedeliche in contesti terapeutici. 
Insieme a suo marito è autrice dei libri PiHKAL e TiHKAL. Hanno sviluppato un modo sistematico di classificare gli effetti dei vari farmaci, noto come Shulgin Rating Scale, con un vocabolario per descrivere le sensazioni visive, uditive e fisiche. Ha anche contribuito ai libri Thanatos to Eros: 35 Years of Psychedelic Exploration, Entheogens and the Future of Religion, Ecstasy: The Complete Guide, The Secret Chief Revealed, Higher Wisdom: Eminent Elders Explore the Continuing Impact of Psychedelics, e Manifesting Minds: A Review of Psychedelics in Science, Medicine, Sex, and Spirituality. 
Secondo sua figlia, Shulgin era in cattive condizioni di salute a causa di una broncopneumopatia cronica ostruttiva. Shulgin morì il 9 luglio 2022 all'età di 91 anni nella residenza sua e del suo defunto marito nella Bay Area di San Francisco.

## Opere
- con Alexander Shulgin, PiHKAL: A Chemical Love Story, Berkeley: Transform Press, 1991 ISBN 0-9630096-0-5
- con Alexander Shulgin, TiHKAL: The Continuation, Berkeley: Transform Press, 1997 ISBN 0-9630096-9-9
- con Alexander Shulgin, "A New Vocabulary", in Robert Forte (ed.), Entheogens and the Future of Religion, Berkeley: Council on Spiritual Practices, 1997 ISBN 1-889725-01-3
- "Tribute to Jacob", in The Secret Chief: Conversations With a Pioneer of the Underground Psychedelic Therapy Movement,  Myron J. Stolaroff, Charlotte, NC: Multidisciplinary Association for Psychedelic Studies, 1997 ISBN 0-9660019-1-5
- Foreword, M. Crowley, Secret Drugs of Buddhism. Amrita Press, 2017 ISBN 978-0907791744